# Biermes
Biermes è un comune francese di 269 abitanti situato nel dipartimento delle Ardenne nella regione del Grand Est.

## Storia

### Simboli
Lo stemma comunale è stato adottato il 22 gennaio 2001.

## Società

### Evoluzione demografica
Abitanti censiti